# Beachvolley-SM 2019
Beachvolley-SM 2019 hölls 28 juli till 4 augusti 2019 i Tylösand, Halmstad. Jämfört med tidigare år tillkom klasserna U17 och U19.. 
På damsidan vann Tadva Yoken och Sofia Wahlén sitt första guld tillsammans (Tadva Yoken hade dock ett guld sedan tidigare), på herrsidan vann Linus Tholse och Viktor Jonsson sina första guld.

## Damsenior[2]
|  | Semifinaler                        | Semifinaler |                                    |                              | Final | Final |  |
|  |                                    |             |                                    |                              |       |       |  |
|  | Tadva Yoken och Sofia Wahlén       | 2           |                                    |                              |       |       |  |
|  | Tadva Yoken och Sofia Wahlén       | 2           |                                    |                              |       |       |  |
|  | Sofia Ögren / Camilla Nilsson      | 1           |                                    |                              |       |       |  |
|  | Sofia Ögren / Camilla Nilsson      | 1           |                                    | Tadva Yoken och Sofia Wahlén | 2     |       |  |
|  |                                    |             |                                    | Tadva Yoken och Sofia Wahlén | 2     |       |  |
|  |                                    |             | Felicia Granberg / Karin Lundqvist | 0                            |       |       |  |
|  | Susanna Thurin / Kristina Thurin   | 1           | Felicia Granberg / Karin Lundqvist | 0                            |       |       |  |
|  | Susanna Thurin / Kristina Thurin   | 1           |                                    |                              |       |       |  |
|  | Felicia Granberg / Karin Lundqvist | 2           |                                    |                              |       |       |  |

## Herrsenior[2]
|  | Semifinaler                          | Semifinaler |                               |                                      | Final | Final |  |
|  |                                      |             |                               |                                      |       |       |  |
|  | Jakob Wijk Tegenrot / Peter Lundgren | 2           |                               |                                      |       |       |  |
|  | Jakob Wijk Tegenrot / Peter Lundgren | 2           |                               |                                      |       |       |  |
|  | Jakob Molin / Jonatan Hellvig        | 1           |                               |                                      |       |       |  |
|  | Jakob Molin / Jonatan Hellvig        | 1           |                               | Jakob Wijk Tegenrot / Peter Lundgren | 0     |       |  |
|  |                                      |             |                               | Jakob Wijk Tegenrot / Peter Lundgren | 0     |       |  |
|  |                                      |             | Linus Tholse / Viktor Jonsson | 2                                    |       |       |  |
|  | Alfred Brink / Joel Andersson        | 0           | Linus Tholse / Viktor Jonsson | 2                                    |       |       |  |
|  | Alfred Brink / Joel Andersson        | 0           |                               |                                      |       |       |  |
|  | Linus Tholse / Viktor Jonsson        | 2           |                               |                                      |       |       |  |

## Vinnare övriga klasser
- Mixed:  Alexander Herrmann och Elisa Niederhauser [3]

- Junior/U-20 (damer): Ewelina Granberg och Sofia Andersson [4]
- Junior/U-20 (herrar): Alfred Brink och Joel Andersson[4]

- U-19 (damer): Isabelle Reffel och Filippa Brink  [5]
- U-19 (herrar): Einar Andersson och Filip Bratic [6]
- U-18 (flickor):  Andrea Johansson och Frida Johansson[7]
- U-18 (pojkar):  Max Borna och Emil Borna [8]
- U-17 (flickor): My Ekholm och Daniella Åström [9]
- U-17 (pojkar):  Linus Isaksson och Alexander Ståhle  [10]
- U-16 (flickor): Sonja Grahn och Chloe Hoffman  [11]
- U-16 (pojkar):  Johan Ottosson och Isak Joelsson  [12]